# S Sagittae
S Sagittae, eller 10 Sagittae,  är en pulserande variabel  av Delta Cephei-typ (DCEP) i stjärnbilden Pilen. 
Stjärnan varierar mellan visuell magnitud +5,24 och 6,04 med en period av 8,382086 dygn.